# Zargar
Zargar (persisch زرگر) ist ein Dorf im Iran, die im Landkreis Abyek liegt. Bei der Volkszählung 2006 betrug die Einwohnerzahl 750 in 182 Familien. Eine Besonderheit ist, dass dort Roma leben, die den Balkan-Dialekt Zargari sprechen. Nur 34.000 der über 800.000 Roma im Iran sprechen Balkan-Romanes.